# Torre de perforació

Diagrama simplificat d'una torre de perforació i el seu funcionament. L'equipament associat a una torre de perforació depèn en part del tipus de torre però com a mínim les següents parts:
1.Tanc de fang
2. Agitadors d'argila
3.línia de succió de la bomba de fang
4. Bomba de fang
5. Motor
6.Mànega de la bomba
7.Rodet de l'aparell
8.Canonada de fang
9.Manegot
10. «Goose-neck»
11.Aparell
12.Cable de l'aparell
13.Bloc Corona
14. Estructura
15.Base de l'enganxador
16.tirs (3 barres de 9 metres per cada tir és l'usual)
17. Rack>>
18.Connexió de fang giratòria (en equips moderns es reemplaça pel "Top Drive")
19.barra de perforació (trencada juntament amb la Mesa encara que pot moure's cap amunt i avall lliurement)
20.Taula rotativa (Acciona la barra de perforació)
21.Base de perforació
22.Bell nipple
23.Vàlvula (BOP) Anular
24.Vàlvula (BOPs) Cega i de canonada
25. Sarta de perforació
26. Trepant
27.Cap del «Casing»
28.Línia de retorn del fang

Les torres de perforació són utilitzades per realitzar perforacions d'entre 800 i 6.000 metres de profunditat en el sòl tant de pous de gas, aigua o petroli, com així també pous d'exploració per analitzar la geologia i buscar nous jaciments petrolífers. Fins i tot s'utilitzen per realitzar perforacions de prospecció o explotació en mineria quan la profunditat del jaciment supera els 1.500 m sota el nivell de terreny. Quan les perforacions es realitzen al mar aquestes torres estan muntades sobre barcasses amb potes o vaixells amb control actiu de la seva posició respecte del fons del mar i es denominen plataformes petrolieres.
Per perforar el pou:

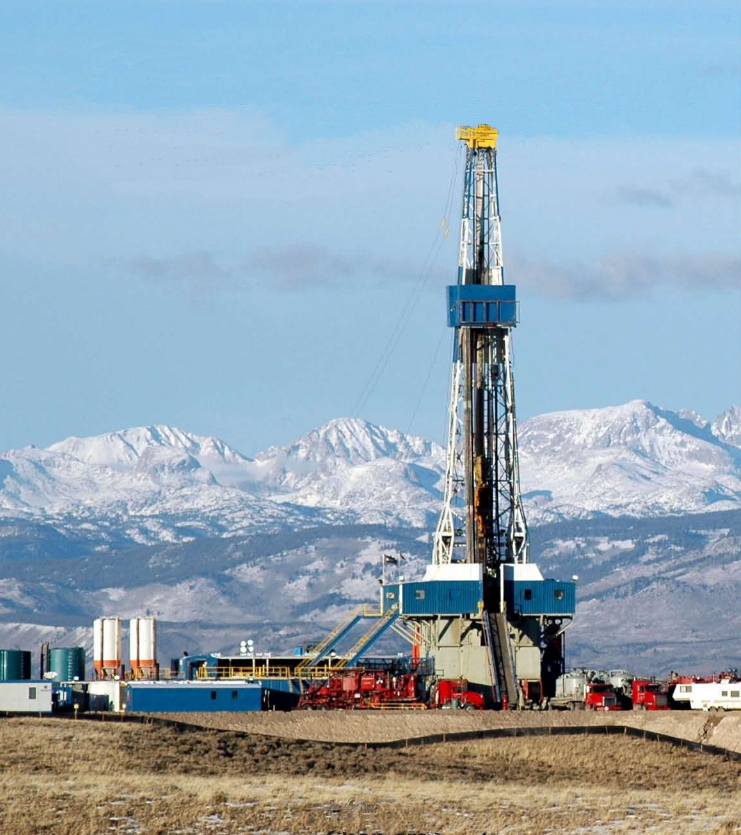
Torre de perforació perforant un pou per a extracció de gas natural a Wyoming EUA.

- La broca de perforació, empesa pel pes de l'enfilall i les brides sobre ella, pressiona contra el terra.
- Es bomba de fang de perforació («mud») dins el broc de perforació, que retorna per l'exterior d'aquest, permetent la refrigeració i lubricació de la broca al mateix temps que ajuda a elevar la roca molta.
- El material que resulta de la perforació és empès a la superfície per al fang de perforació, que després de ser filtrat d'impureses i runes és rebombat al pou. Resulta molt important vigilar possibles anormalitats en el fluid de retorn, per evitar cops d'ariet, produïts quan la pressió sobre la broca augmenta o disminueix bruscament.
- La línia o enfilall de perforació s'allarga gradualment incorporant cada 10 m un nou tram de broc a la superfície. Les unions entre segments presenten des de dos juntes per canelles de menor diàmetre, fins a quatre a la gent gran.

Tot el procés es basa en una torre de perforació que conté tot l'equipament necessari per bombar el fluid de perforació, baixar i elevar la línia, controlar les pressions sota terra. extreure les roques del fluid, i generar in situ l'energia necessària per a l'operació.